# Alex DeBrincat
Alex DeBrincat (Farmington Hills, Míchigan, 18 de diciembre de 1997), apodado Brinsky, Brinker, The Cat o Kitty, es un jugador profesional estadounidense de hockey sobre hielo que se desempeña en la posición de extremo derecho en Detroit Red Wings, equipo de la National Hockey League (NHL).

## Carrera
Fue seleccionado en la segunda ronda en la NHL Entry Draft de 2016. En 2017 hizo su debut profesional con el equipo Chicago Blackhawks, en el cual jugó cinco temporadas (2017-2022), después pasó a Ottawa Senators (2022-2023), luego a Detroit Red Wings, donde lleva jugando una temporada.